# Diócesis de Chanthaburi
La diócesis de Chanthaburi (en latín: Dioecesis Chanthaburien(sis) y en tailandés: เขตมิสซังจันทบุรี) es una circunscripción eclesiástica latina de la Iglesia católica en Tailandia, sufragánea de la arquidiócesis de Bangkok. La diócesis tiene al obispo Silvio Siripong Charatsri como su ordinario desde el 4 de abril de 2009.

## Territorio y organización
La diócesis tiene 34 000 km² y extiende su jurisdicción sobre los fieles católicos de rito latino residentes en las provincias de: Chanthaburi, Chon Buri, Prachinburi, Rayong, Sa Kaeo, Trat, así como la parte de la provincia de Chachoengsao al este del río Bang Pa Kong y la provincia de Nakhon Nayok, excepto el distrito de Ban Na.
La sede de la diócesis se encuentra en la ciudad de Chanthaburi, en donde se halla la Catedral de la Inmaculada Concepción.
En 2019 en la diócesis existían 40 parroquias.

## Historia
El vicariato apostólico de Chanthaburi fue erigido el 11 de mayo de 1944 con la bula Quo in Thailändensi del papa Pío XII, obteniendo el territorio del vicariato apostólico de Bangkok (hoy arquidiócesis).
El 18 de diciembre de 1965 el vicariato apostólico fue elevado a diócesis con la bula Qui in fastigio del papa Pablo VI.
El 2 de julio de 1969, debido al decreto Cum Excellentissimus de la Congregación para la Evangelización de los Pueblos, tomó el nombre actual de diócesis de Chanthaburi.

## Estadísticas
De acuerdo al Anuario Pontificio 2020 la diócesis tenía a fines de 2019 un total de 54 846 fieles bautizados.
| Año                                                                             | Población            | Población | Población      | Sacerdotes | Sacerdotes    | Sacerdotes    | Bautizados por sacerdote | Diáconos permanentes | Religiosos | Religiosos | Parroquias |
| Año                                                                             | Bautizados católicos | Total     | % de católicos | Total      | Clero secular | Clero regular | Bautizados por sacerdote | Diáconos permanentes | Varones    | Mujeres    | Parroquias |
| ------------------------------------------------------------------------------- | -------------------- | --------- | -------------- | ---------- | ------------- | ------------- | ------------------------ | -------------------- | ---------- | ---------- | ---------- |
| 1950                                                                            | 12 380               | 3 200 734 | 0.4            | 20         | 20            |               | 619                      |                      |            | 67         | 16         |
| 1969                                                                            | 21 079               | 1 464 629 | 1.4            | 43         | 37            | 6             | 490                      |                      | 34         | 172        | 17         |
| 1980                                                                            | 25 588               | 2 987 000 | 0.9            | 45         | 40            | 5             | 568                      |                      | 34         | 196        | 26         |
| 1990                                                                            | 28 251               | 3 190 000 | 0.9            | 62         | 49            | 13            | 455                      |                      | 36         | 177        | 38         |
| 1999                                                                            | 30 856               | 4 064 872 | 0.8            | 74         | 61            | 13            | 416                      |                      | 36         | 189        | 50         |
| 2000                                                                            | 31 155               | 4 128 389 | 0.8            | 75         | 63            | 12            | 415                      |                      | 39         | 196        | 41         |
| 2001                                                                            | 31 384               | 4 165 818 | 0.8            | 85         | 71            | 14            | 369                      |                      | 38         | 191        | 41         |
| 2002                                                                            | 31 178               | 4 228 388 | 0.7            | 88         | 73            | 15            | 354                      |                      | 43         | 194        | 41         |
| 2003                                                                            | 37 914               | 4 286 475 | 0.9            | 89         | 74            | 15            | 426                      |                      | 33         | 196        | 41         |
| 2004                                                                            | 38 880               | 4 333 797 | 0.9            | 88         | 74            | 14            | 441                      |                      | 30         | 200        | 41         |
| 2006                                                                            | 37 149               | 4 445 881 | 0.8            | 95         | 78            | 17            | 391                      |                      | 57         | 207        | 42         |
| 2013                                                                            | 42 952               | 4 663 709 | 0.9            | 92         | 74            | 18            | 466                      |                      | 155        | 191        | 40         |
| 2016                                                                            | 45 831               | 4 903 106 | 0.9            | 96         | 79            | 17            | 477                      |                      | 148        | 157        | 40         |
| 2019                                                                            | 54 846               | 5 056 005 | 1.1            | 94         | 77            | 17            | 583                      |                      | 119        | 158        | 40         |
| Fuente: Catholic-Hierarchy, que a su vez toma los datos del Anuario Pontificio. |                      |           |                |            |               |               |                          |                      |            |            |            |

## Episcopologio
- Giacomo Luigi Cheng † (11 de mayo de 1944-14 de abril de 1952 falleció)
- Francis Xavier Sanguon Souvannasri † (8 de enero de 1953-3 de abril de 1970 renunció[5])
- Lawrence Thienchai Samanchit (3 de julio de 1971-4 de abril de 2009 retirado)
- Silvio Siripong Charatsri, desde el 4 de abril de 2009